# 木澤克之
木澤 克之（きざわ かつゆき、1951年8月27日 - ）は、日本の弁護士。学校法人加計学園幹事。元最高裁判所判事（2016年7月19日 - 2021年8月26日）。

## 略歴
- 東京都新宿区出身。零細企業経営者（家庭金物卸売業）の父を見て弁護士を目指す[2][3]。新宿区立鶴巻小学校、立教中学校・立教高等学校卒業[4][5]。
- 1974年 立教大学法学部法学科卒業
- 1975年 司法修習生
- 1977年 弁護士登録（東京弁護士会）[3]
- 1987年 立教大学法学部非常勤講師
- 1992年 蔵王産業株式会社監査役
- 2000年 最高裁判所司法研修所民事弁護教官
- 2004年
  - 立教大学大学院法務研究科特任教授（ - 2008年）
  - 日本弁護士連合会司法修習委員会委員、東京弁護士会司法修習委員会委員長[1]
- 2007年 学校法人立教学院評議員
- 2008年 木澤・川添法律事務所開設
- 2013年 学校法人加計学園監事
- 2016年7月 安倍晋三内閣の任命により、最高裁判所判事に任官。
- 2017年10月22日 最高裁判所裁判官国民審査において、罷免を可とする票4,395,199票、罷免を可とする率8.02%で信任[6]。
- 2021年
  - 8月 最高裁判所判事を定年退官
  - 12月 学校法人加計学園監事
- 2023年 春の叙勲で旭日大綬章を受章[7]。